# Baba Yaga

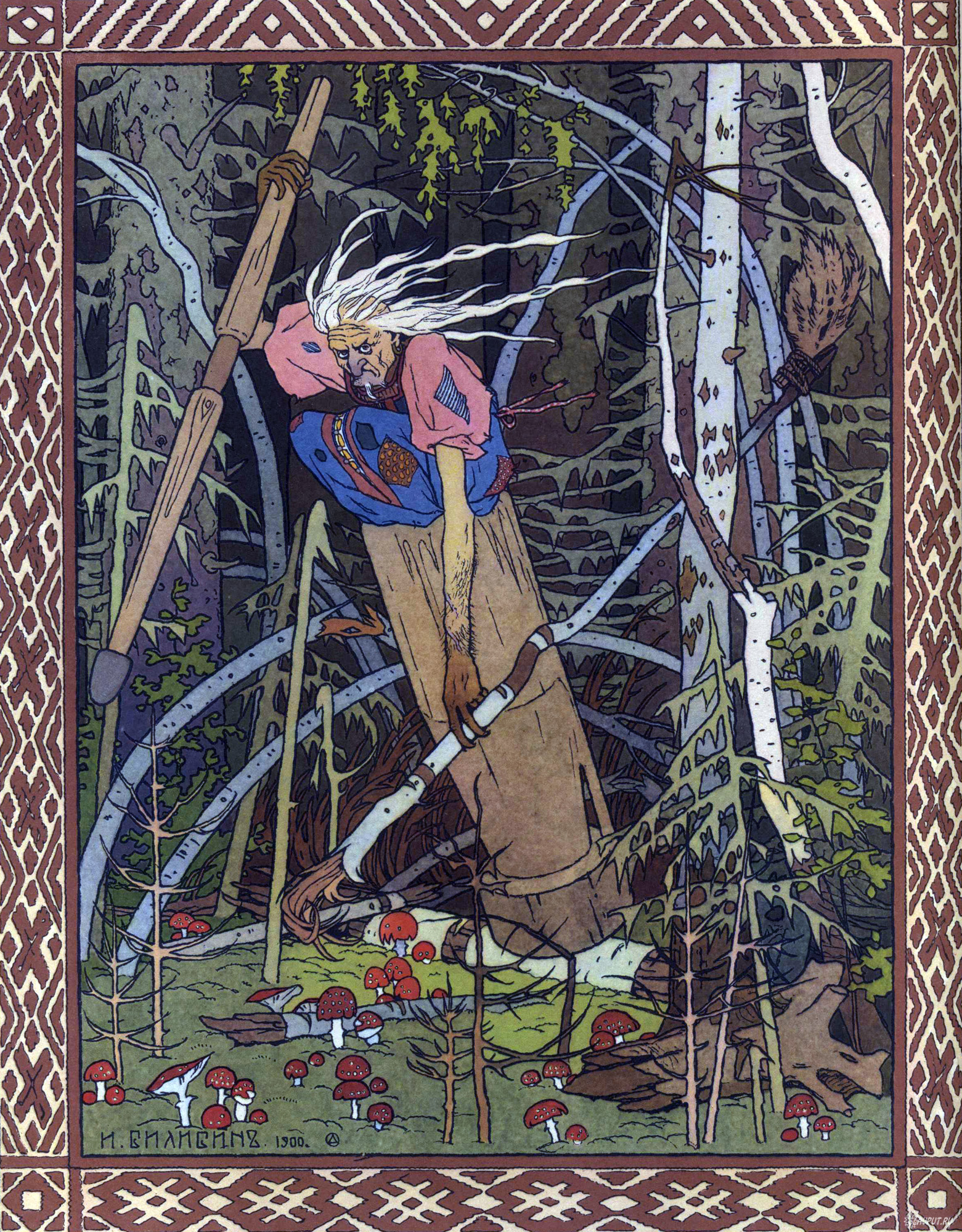
Ilustração de Baba Yaga por Ivan Bilibin, no livro Vasilisa The Beautiful and Baba Yaga.

No folclore eslavo, Baba Yaga (em russo: Баба-яга; romaniz.: Baba-yaga; também chamada Baba Jaga em polonês, jězě em tcheco e eslovaco e Jaga Baba em esloveno) é um ser sobrenatural (ou um trio de irmãs com o mesmo nome) que tem a aparência de uma mulher deformada e/ou feroz e que voa pelos céus montada num almofariz, apagando os rastros que deixa com sua vassoura. Mora no interior da floresta numa casa apoiada sobre pés de galinha (ou apenas sobre um pé, em algumas versões), e cuja fechadura é uma boca cheia de dentes. A Baba Yaga pode ajudar ou dificultar aqueles que a encontram ou a procuram. Ela às vezes desempenha um papel maternal, e também tem associações com a vida selvagem da floresta. De acordo com a morfologia folclórica de Vladimir Propp, a Baba Yaga comumente aparece como uma doadora (nos contos de fadas) ou vilã, ou pode ser completamente ambígua. Andreas Johns identifica a Baba Yaga como "uma das figuras mais memoráveis e distintas no folclore europeu eslavo", observa que ela é "enigmática" e muitas vezes exibe uma "ambiguidade surpreendente".
Johns resume Baba Yaga como "uma figura multifacetada, capaz de inspirar pesquisadores a vê-la seja como Nuvem, Luz, Morte, Inverno, Cobra, Pássaro, Pelicano ou Deusa da Terra, ancestral matriarcal totêmica, iniciadora fêmea, mãe fálica, ou imagem arquetípica".
Isaac Bashevis Singer descreveu Baba Yaga com um nariz vermelho arrebitado, narinas largas e ardentes, olhos em chama como carvão em brasa e com cardos a sair do crânio em vez de cabelos. Singer referiu também a existência de babas menores e de pequenos demônios chamados dziads. Ajuda os puros de coração e devora os impuros.

## Origens do nome
Segundo o linguista germano-russo Max Vasmer o nome Baba-yaga poderia ter derivado do proto-eslavo ęgа, "dor". Baba nas línguas cirílicas significa "avó", enquanto Yaga é o diminutivo de Yadviga, nome eslavo derivado do alemão e equivalente ao antropônimo/topônimo Edviges.
O termo Baba tem sido usado tanto para "avó" quanto para "mulher" nas línguas búlgara, macedônia, romena e servo-croata. No russo moderno a palavra бабушка (babushka), que significa "avó", deriva dela, tal como a palavra babcia (que também significa "avó") em polonês, ou бабця (babtsya) em ucraniano. Baba tem sido também uma palavra de conotação pejorativa no ucraniano e russo modernos, tanto para mulheres como para "um homem delicado, tímido, ou sem caráter". No polonês o termo também é considerado pejorativo, significando "uma mulher viciada ou feia".
Já no sânscrito, Baba significa "velha" ou "sábia" e Yaga vem de "Yajna" da tradição védica está relacionado ao fogo, ao sacrifício, e também a "Ahi" que seria "serpente" ou "mulher". O significado de Baba Yaga então estaria relacionado a "Sábia do Fogo" ou "Sábia da Transformação" – a transformação tem a ver com o sacrifício, o ato de se livrar daquilo que não mais a pertence. Comparando a outras traduções (como as relatadas abaixo) pode-se entender o significado dessa mulher sábia entrelaçado e relatado como "bruxa".
Termos relacionados ao segundo elemento do nome, Yaga, aparece em várias línguas eslavas: a palavra sérvio e croata jeza ("horror", "arrepio", "calafrio"), esloveno jeza ("raiva"), checo antigo  jězě ("bruxa"), checo moderno jezinka ("dríade"), e polonês jędza ("bruxa", "fúria"). O termo aparece no eslavônico eclesiástico como jęza ou jędza ("doença", "enfermidade"). Em outras línguas indo-europeias o elemento iaga tem sido ligado ao lituano engti ("oprimir", "enganar"), inglês antigo inca ("dúvida", "aflição", "dor"), e o nórdico ekki ("aflição").
Uma variedade de etimologias tem sido proposta para o segundo elemento do nome, Yaga, que ainda continua problemática, contudo um claro consenso entre estudiosos teve resultado relativamente satisfatório. Um exemplo disso é que no século XIX (19) Alexander Afanasyev propôs a derivação do eslavo *ǫžь ("serpente") e do sânscrito अहि, ahi ("serpente", "cobra"). Esta etimologia tinha sido subsequentemente explorada por outros estudiosos no século XX.
Originalmente concebida como uma entidade benfazeja, ao longo do tempo foram lhe atribuindo um caráter sinistro.

## Folclore

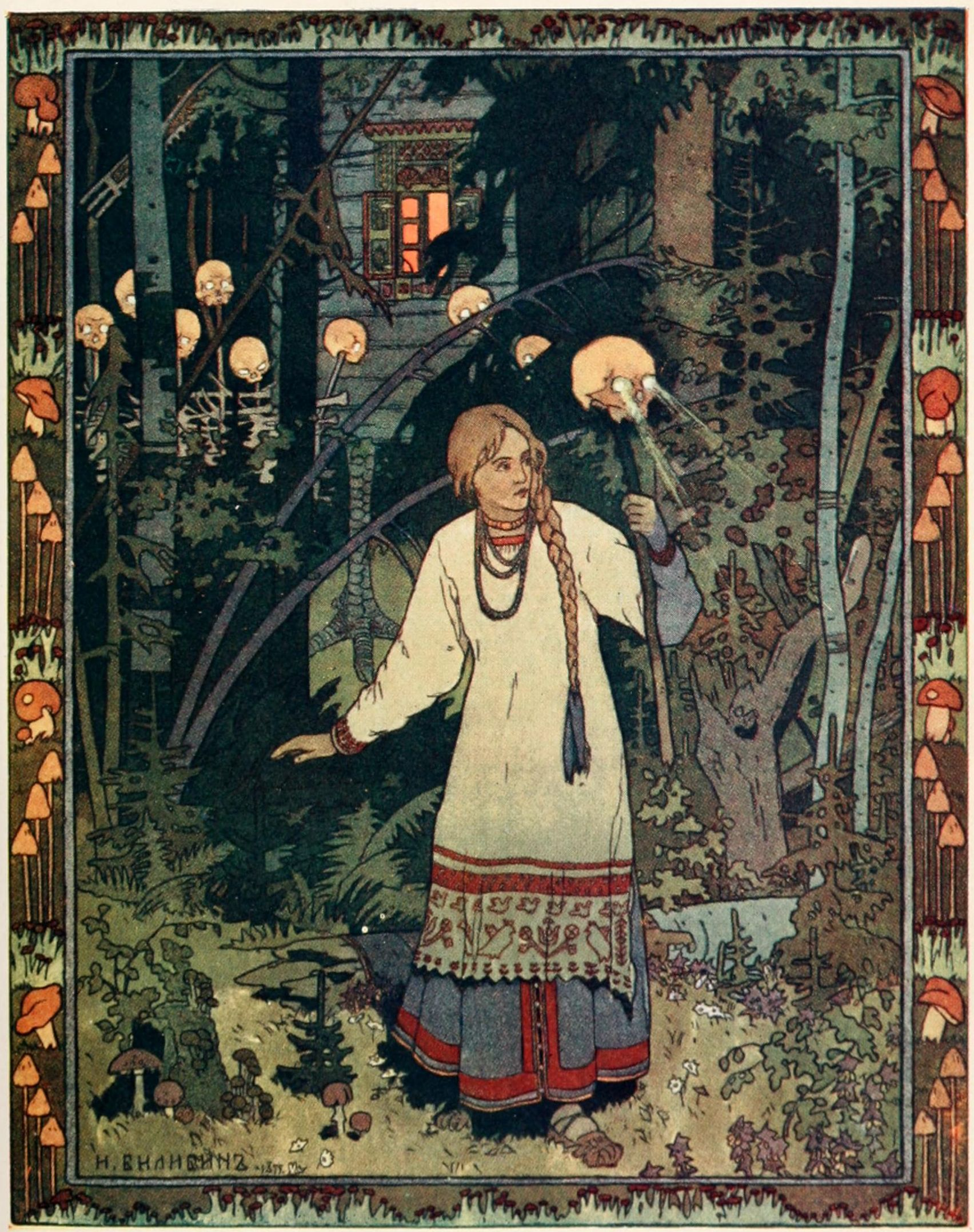
A heroína Vasilisa fora da cabana de Baba Yaga como representado por Ivan Bilibin (1902).

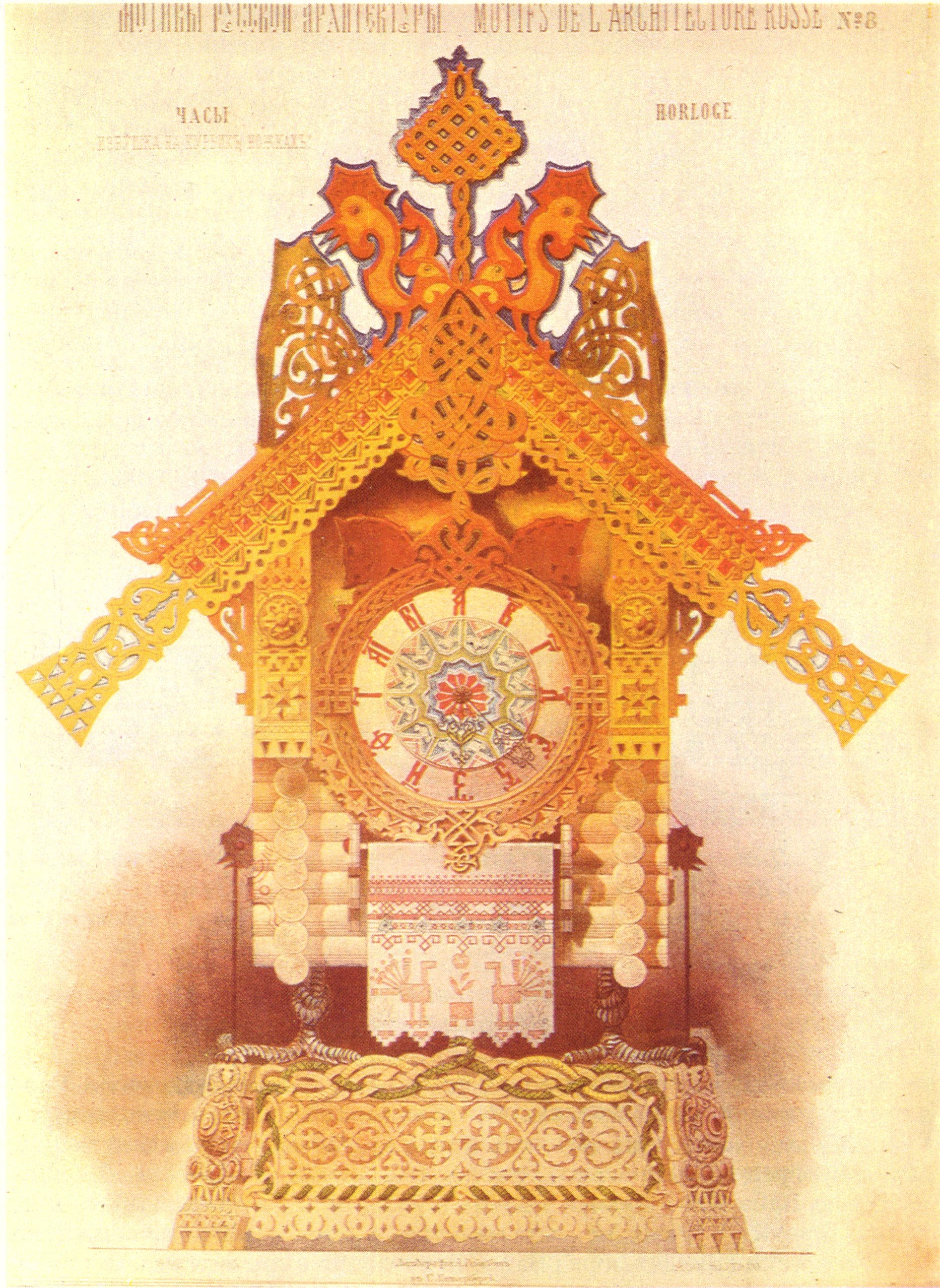
O desenho de Viktor Hartmann The Hut on Fowl's Legs representa um relógio na forma da cabana de Baba Yaga sobre pernas de galinha.

A primeira referência clara a Baba Yaga (Iaga baba) aconteceu em 1755, em Rossiiskaya grammatika ("Gramática russa") de Mikhail V. Lomonosov.
Na gramática de Lomonosov, Baba Yaga é mencionada duas vezes ao lado de outras figuras em grande parte da tradição eslava. A segunda das duas menções ocorre dentro de uma lista de deuses eslavos e de seres provavelmente equivalentes na mitologia romana (o deus eslavo Perun, por exemplo, aparece equiparado ao deus romano Júpiter). Baba Yaga, no entanto, aparece em uma terceira seção sem uma equivalência, atestando a percepção de sua singularidade, mesmo conhecida nesta primeira prova.
Nas narrativas em que Baba Yaga aparece, ela exibe uma variedade de atributos típicos: uma cabana giratória, com pernas de galinha; um almofariz, um pilão, e às vezes uma vassoura ou um esfregão. Baba Yaga frequentemente carrega o epíteto de "perna óssea" (em russo: Баба-Яга Костяная Нога; romaniz.: Baba Iaga Kostianaya Noga), e quando está dentro de sua moradia, ela pode ser encontrada estendida sobre o forno, alcançando de um canto a outro da cabana. Baba Yaga pode perceber o "cheiro russo" (русский дух, russky dukh) daqueles que a visitam. Seu nariz pode se fixar no teto. Alguns narradores poder dar uma ênfase particular sobre a repulsividade de seu nariz ou outras partes do seu corpo.
Em alguns contos um trio de Baba Yagas se apresentam como irmãs (todas tendo o mesmo nome). Por exemplo, na versão de The Maiden Tsar coletado no século XIX por Alexander Afanasyev, Ivan, um filho de um comerciante bonito, faz o seu caminho para a casa de uma das três Baba Yagas.

## Na cultura popular
Em filmes e séries
- No filme Lawn Dogs (Inocência Rebelde) o conto folclórico de Baba Yaga é usado como um proeminente dispositivo para o enredo.

- David Harbour como Hellboy (Anung Un Rama), no filme Hellboy enfrenta Baba Yaga, em sua casa com pernas.

- No filme John Wick (De Volta ao Jogo), o personagem John Wick (Keanu Reeves) era conhecido no passado pelo apelido de "Baba Yaga". Seu antigo chefe, Viggo Tarasov (Michael Nyqvist) o considerou como seu melhor assassino. John conseguiu sua aposentadoria, após ajudar Viggo a ganhar o controle de seu sindicato, eliminando, sozinho, toda a concorrência, uma tarefa que Viggo considerou "impossível".

- No filme Ant-Man and the Wasp (Homem Formiga e a Vespa), o personagen Kurt (David Dastmalchian), faz a comparação entre a vilã Fantasma com Baba Yaga. Quando o personagem Luis (Michael Peña) está contando a história de como conheceu o personagem Scott, Fantasma também escuta a conversa, só que invisível. Quando a vilã finalmente se revela, Kurt entra em desespero e começa a gritar que a Baba Yaga estava lá.

- Baba Yaga é mencionada no segundo episódio da quinta temporada de Orphan Black, quando Helena ameça Donnie Hendrix de ter o coração devorado por Baba Yaga se ele revelar um segredo que ela confia a ele.

- Uma mulher possuída pela espírito e Baba Yaga aparece em um episódio da quarta temporada da série The Magicians. A personagem pede artefatos mágicos como pagamento do aluguel de uma casa com proteções mágicas.

- Na segunda temporada do spin-off da série de animação Winx Club WOW: World of Winx (O Clube das Winx: Mundo das Winx), Baba Yaga aparece como uma antagonista secundária disfarçada da crítica de música Venomya.
- Na série de livros e animação, Ever After High, Baba Yaga é uma personagem recorrente. Ela é funcionaria de Ever After High, trabalhando como orientadora e, ocasionalmente, professora dos alunos rebels. Apesar de se tratar também de uma franquia de bonecas, Baba Yaga não possui nenhuma.

Na literatura e em revistas em quadrinhos
Baba Yaga é um importante personagem  central na história "Baba Yaga" nos quadrinhos da personagem Valentina (quadrinhos), de Guido Crepax , também no filme sobre Valentina   Baba Yaga
- Baba Yaga, juntamente com alguns dos elementos de sua história, é uma personagem importante nas revistas em quadrinhos (banda desenhada) Hellboy, de Mike Mignola.

- No livro Women Who Run with the Wolves: Myths and Stories of the Wild Woman Archetype (Mulheres que Correm com os Lobos), Clarissa Pinkola Estés relata e analisa de uma perspectiva arquetípica o conto russo Vasalisa, em que Baba Yaga é personagem central e a passagem de Vasalisa por sua cabana resulta em importante aprendizado.

- No livro de RPG Werewolf: The Apocalypse – Players Guide to Garou, fala sobre uma figura que assolava a Rússia e provocava destruição e desaparecimentos, incluindo lobisomens e qualquer outra criatura que tentasse se opor a ela.

- O autor Raphael Draccon menciona Baba Yaga em sua série de livros, Dragões de Éter.
- A série infantil "We Baby Bears" (em português: "Ursinhos em Curso") tem o episódio "A casa da Baba Yaga" (em Inglês: "Baba Yaga House"), no episódio 14 da temporada 1. [9]

Nos jogos
- Baba Yaga é o tema da primeira DLC do jogo Rise of the Tomb Raider.

- No primeiro jogo da série Quest for Glory, Baba Yaga é uma das principais vilãs, e, tal como a personagem folclórica, habita na floresta, numa casa de madeira apoiada por um par de patas de galinha.

- No MMORPG RuneScape há uma velha chamada Baga Yaga que vive numa casa móvel com pés de galinha.

- Baba Yaga aparece em Castlevania Lords of Shadow lançado pela Konami, desenvolvendo um importante papel na jornada de Gabriel Belmont.

- Vasilisa e Baba Yaga aparecem no RPG indie Moon Hunters, desenvolvido pela Kitfox Games.
- Baba Yaga foi incluída no jogo MOBA Smite como um personagem jogável.
- Baba Yaga aparecem Cabal Online, RPG conhecido mundialmente, como forma de um ''mob''
- Blacktail - O jogo é fortemente influenciado pelo folclore eslavo, com a lenda de Baba Yaga como ponto central da narrativa.

Músicas e podcasts
- A banda Edguy também fez menção à Baba Yaga, em seu álbum, Space Police: Defenders of the Crown na música "The Realms of Baba Yaga".

- A banda Emerson, Lake & Palmer já fez algumas menções à Baba Yaga em algumas de suas músicas, como "The Hut of Baba Yaga" e "The Curse of Baba Yaga" (ambas do mesmo álbum, Pictures At An Exhibition). No entanto, trata-se apenas de uma adaptação da música "Khatka na kuryachikh lapkakh (Baba-Yaga)", n.o 9 da suíte Kartínki s výstavki – Vospominániye o Víktore Gártmane (lit. "Pinturas de uma Exibição – Uma Recordação de Viktor Hartmann") originalmente da autoria do compositor russo Modest Mussorgsky.

- No podcast Tanis, desenvolvido pela Public Radio Alliance, o narrador e investigador Nic Silver correlaciona características da Cabine com a casa de Baba Yaga, tanto pelo fato de relatarem que ambas são maiores por dentro do que por fora, quanto por ambas se moverem pela floresta.
- A banda Slaughter to Prevail também fez menção a Baba Yaga, em um single chamado Baba Yaga.

## Figuras relacionadas e análogas
Ježibaba, uma figura intimamente relacionada com Baba Yaga, aparece no folclore dos eslavos ocidentais. O nome Ježibaba e suas variantes estão diretamente relacionado com o de Baba Yaga. As duas figuras podem derivar de uma figura comum desde o período medieval, ou até mais antigo, e ambas as figuras são às vezes igualmente ambíguas. As duas diferem em sua aparência em diferentes tipos de conto, há diferenças nos detalhes sobre seus aspectos.
Essas questões persistem na região limitada das nações eslavas ocidentais, Eslováquia, e as terras tchecas — onde são registradas referências a Ježibaba.
Estudiosos identificaram uma variedade de seres no folclore e mitologia que compartilham semelhanças de extensão variável com Baba Yaga. Essas semelhanças podem ser devidas à relação direta ou por contato cultural entre os eslavos e outros povos circunvizinhos. No Leste Europeu, tais figuras incluem a búlgara gorska majka ("Mãe da Floresta");  Baba Korizma, Gvozdenzuba ("Dentes de Ferro"), Baba Roga (a qual está relacionada aos medos infantis na Croácia e na Bósnia), šumska majka ("Mãe da Floresta"), e a babice; e a eslovena Baba Pehtra. No folclore romeno, semelhanças são identificadas em diversas figuras identificadas em semelhanças, incluindo Muma padurii ("Mãe da Floresta"). Nas vizinhanças da Europa Germânica, similaridades foram observadas entre a Alpine Perchta e Holda ou Holle no folclore do Norte e da região central da Alemanha, e o suíço Chlungeri.